# USS Lexington (CV-2)
El USS Lexington (CV-2), apodado Dama gris y también Lady Lex, fue el segundo portaaviones de la clase Lexington. Botado en 1925, prestó servicio en la Armada de los Estados Unidos desde 1927 hasta su hundimiento en la batalla del mar del Coral.

## Construcción

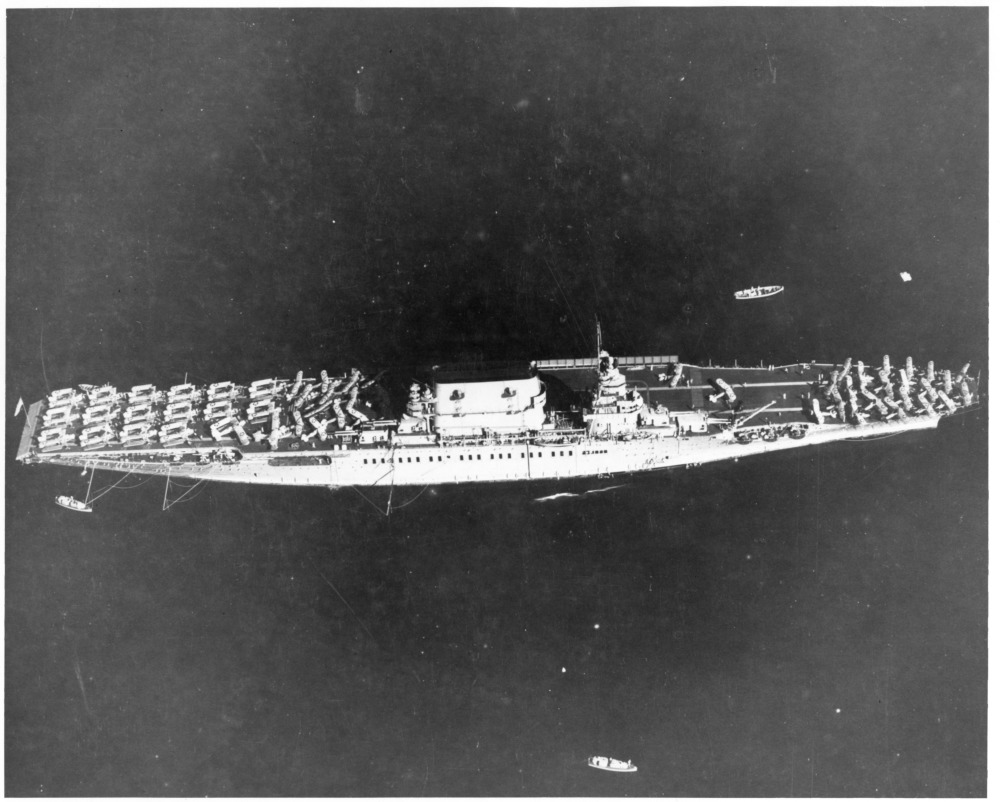
Lexington cargando biplanos.

Éste y su gemelo, el USS Saratoga (CV-3), fueron autorizados en 1916, originalmente como cruceros de batalla de 35 300 t con siete chimeneas y calderas dispuestas en dos niveles. Después de la guerra, como resultado de las enseñanzas de la misma, así como por las limitaciones al número de buques capitales impuestas en los Tratados navales de Washington y Londres, los planes se replantearon. 
Designados CC-1 Y CC-3, y puestos en grada como cruceros de batalla el 8 de enero de 1921 por la compañía Fore River Shipbuilding, con sede en Quincy, Massachusetts, pero siguiendo la Conferencia Naval de Londres, ambos fueron reasignados y re-autorizados como portaaviones el 1 de julio de 1922. Se les redujeron 8500 t, conseguido primordialmente mediante la eliminación de ocho cañones de 406 mm en cuatro torretas dobles. El cinturón principal de blindaje fue mantenido y el blindaje de la cubierta fue incrementado en gran medida. 
Las líneas generales del casco se mantuvieron inalteradas y se añadió un sistema especial de protección bajo el agua. La cubierta de vuelo era de 244 m y de ancho entre 25,9 hasta 27,4 m, y se elevaba 18,3 m sobre el nivel del agua. 
Tanto este buque como su gemelo necesitaban una tripulación formada por 169 oficiales y 1730 marinos, incluyendo personal de vuelo. Ambos llevaban artillería antiaérea de 127 mm hasta 203 mm y fueron los últimos dos construidos con una catapulta transversal como parte del diseño original. La catapulta era lo suficientemente potente para lanzar a los aviones de 4500 kg a una velocidad de 48 nudos (89 km/h; 55 mph). La catapulta fue retirada en 1936.
Cuando fueron asignados, los buques poseían grúas para lanzar y recibir hidroaviones, una característica retirada durante la guerra para añadir cañones antiaéreos. Los buques estaban diseñados para cargar un máximo de 120 aeronaves de diferentes tipos, incluyendo cazas, reconocimiento, y bombarderos. Cada buque costó 45 millones de dólares con las aeronaves.
El Lexington fue botado como portaaviones el 3 de octubre de 1925, amadrinado por la señora Helen Rebecca Roosevelt, esposa de Theodore Douglas Robinson, secretario del Departamento de la Armada, y puesto en servicio el 14 de diciembre de 1927, bajo el mando del capitán Albert W. Marshall.
El Lexington y el Saratoga tenían ejes turboeléctricos. Su aparato motor estaba formado por 16 calderas Yarrow que daban energía a cuatro turbinas a vapor General Electric que hacían girar generadores para accionar los cuatro motores eléctricos principales. Los motores del Lexington dieron energía a Tacoma, Washington durante 30 días en un corte en el invierno de 1929/1930.
Al momento de su botadura eran los portaaviones más grandes del mundo. Uno de los defectos del diseño de estos portaaviones era su chimenea, que presentaba una gran superficie, lo que le confería un indeseado efecto-vela que daba mucho trabajo al timonel para el mantener el rumbo con viento lateral.

## 1928-1941
Tras realizar sus pruebas de mar, el Lexington se unió a la flota de combate en San Pedro, California, el 7 de abril de 1928. Desde esta base, operó en la costa oeste con escuadrones de aeronaves y la flota, en ejercicios de vuelo, ejercicios tácticos y problemas de batalla. 
Cada año participaba en maniobras de la flota en Hawái, en el mar Caribe, en la zona del canal de Panamá y en el Pacífico oriental. En ejercicios, el Lexington mantuvo una velocidad media de 30,7 nudos, y alcanzó una velocidad de 34,5 nudos.
En 1931, estando el Lexington bajo el mando del capitán Ernest King, futuro jefe de Estado Mayor y Primer Almirante de la Flota durante la Segunda Guerra Mundial, sirvió como operador de radio Robert A. Heinlein, quien sería años más tarde un conocido escritor de ciencia ficción.
El Lexington fue uno de los catorce navíos de la armada en recibir la instalación del radar RCA CXAM-1.

## Segunda Guerra Mundial
1941
En el otoño de 1941 zarpó con la fuerza de batalla hacia Hawái para ejercicios tácticos.
El 7 de diciembre de 1941, el Lexington estaba a la mar con el grupo de batalla 12 llevando aviones de la marina desde Pearl Harbor hasta Midway cuando les llegaron noticias del ataque japonés a Pearl Harbor. 
Inmediatamente lanzó aeronaves para buscar a la flota nipona, dirigiéndose por la mañana hacia el sur para encontrarse con el USS Indianapolis (CA-35) y el USS Enterprise (CV-6) para dirigir una búsqueda al sudeste de Oahu, volviendo a Pearl Harbor el 13 de diciembre.
El Lexington zarpó al día siguiente para atacar a las fuerzas japonesas en Jaluit para relevar a las fuerzas de los Marines que sostenían la defensa en la batalla de la Isla Wake; la orden fue cancelada el 20 de diciembre, siendo dirigida a cubrir a las fuerzas del USS Saratoga (CV-3) que ayudaba a Wake. Cuando la isla cayó el 23 de diciembre, los dos portaaviones fueron llamados a Pearl Harbor cuando estaban a medio camino y dieron la vuelta, llegando el 27 de diciembre.
1942
El Lexington patrulló para bloquear los ataques enemigos en el triángulo Oahu-Johnston-Palmyra hasta el 11 de enero de 1942 cuando partió desde Pearl Harbor como buque insignia para el Vicealmirante Wilson Brown comandado la fuerza de ataque 11. El 16 de febrero, la fuerza se dirigió para atacar Rabaul, en Nueva Bretaña, programado para el 21 de febrero. Mientras se aproximaba, el día anterior al ataque, el Lexington fue atacado por dos oleadas de bombarderos japoneses con nueve aviones en cada oleada. La patrulla de combate del portaaviones y sus armas antiaéreas derribaron 17 de los atacantes, ganando el teniente Edward (Butch) O'Hare la Medalla de Honor por derribar a cinco de los atacantes.
Sus patrullas ofensivas en el mar del Coral continuaron hasta el 6 de marzo, cuando se reunió con el USS Yorktown (CV-5) y su escolta, el grupo 17, para un ataque sobre las montañas Owen Stanley de Nueva Guinea, para infligir un gran daño a las instalaciones navales japonesas en Salamauda y Lae el 10 de marzo. Luego regresó a Pearl Harbor, llegando el 26 de marzo.
La fuerza de ataque del Lexington partió desde Pearl Harbor el 15 de abril, uniéndose al TF-17 el 1 de mayo. Mientras la flota japonesa amenazaba las posiciones del mar del Coral, el Lexington y el Yorktown se movían para encontrar la fuerza enemiga que cubría un gran movimiento de tropas; los japoneses debían ser detenidos en su expansión o comunicación marítima con Australia y Nueva Zelanda, para prevenir una invasión al continente oceánico. El resultado fue la Batalla del Mar del Coral.

## Batalla del Mar del Coral

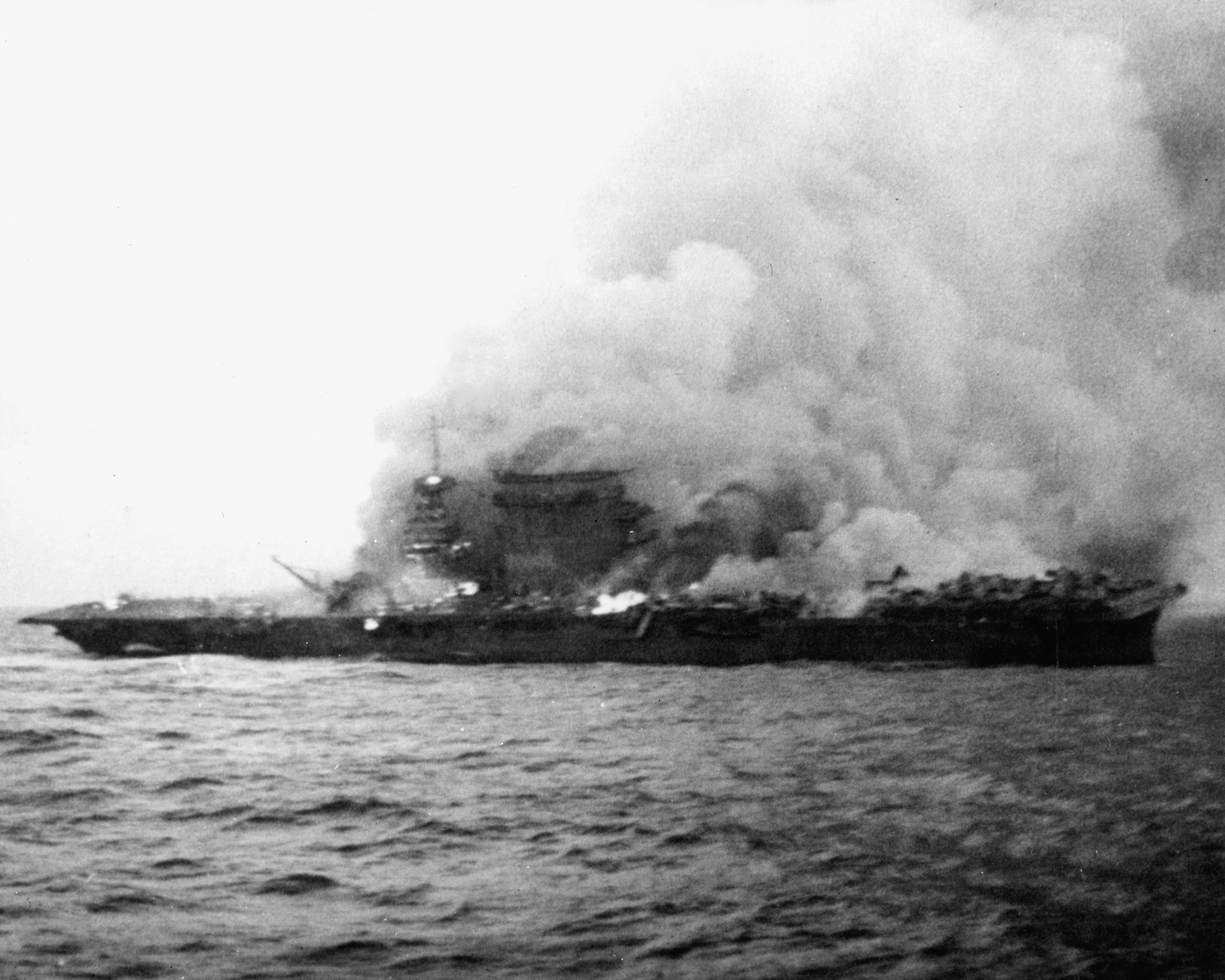
El USS Lexington abandonado y en llamas varias horas después de ser dañado por los ataques aéreos japoneses.

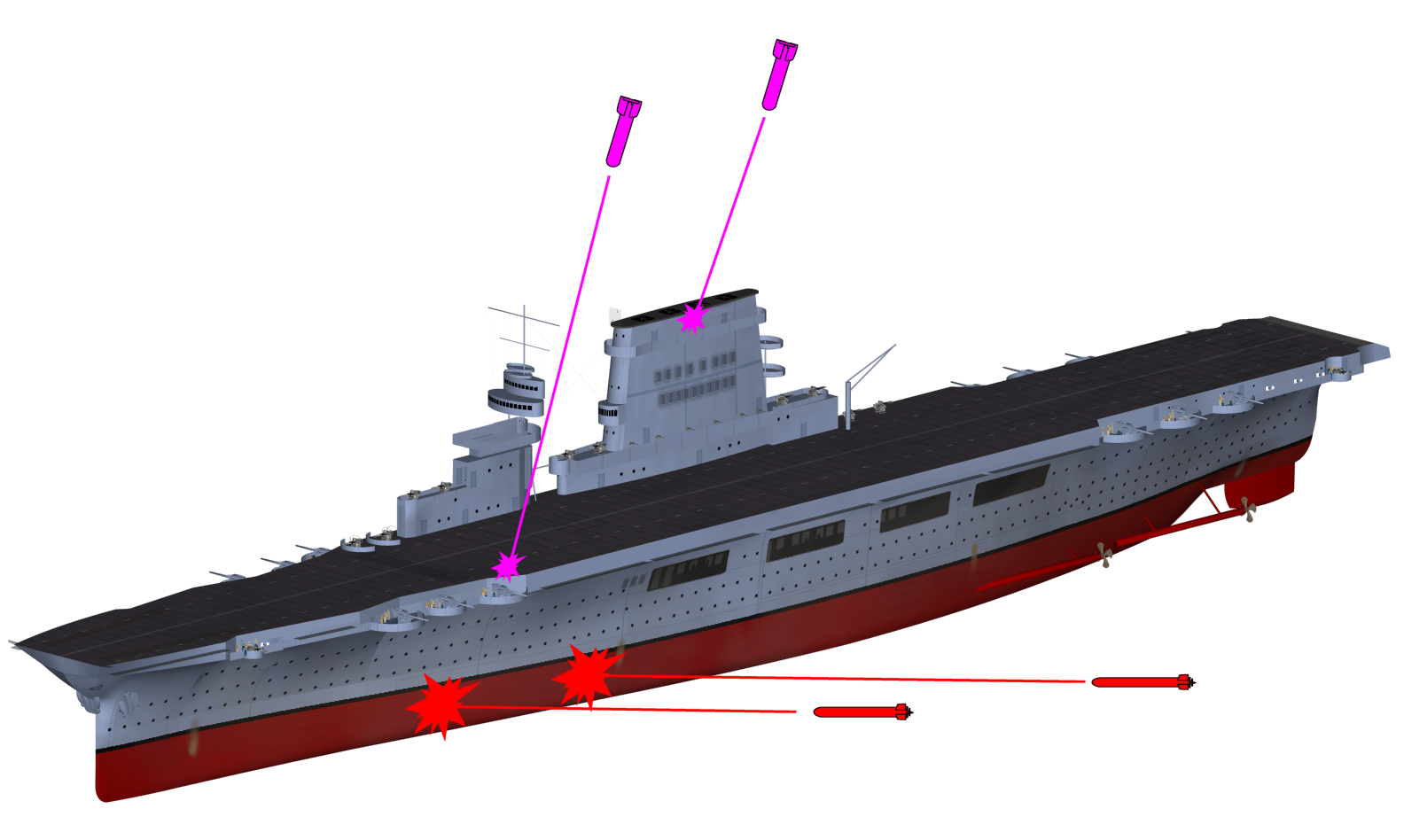
Impactos directos confirmados en el Lexington durante la batalla

El 7 de mayo, aviones de búsqueda reportaron contacto con una flota enemiga japonesa en la que se incluían portaaviones, tras lo cual despegó el grupo de vuelo del Lexington. Este escuadrón de ataque localizó y destruyó el portaaviones ligero japonés Shōhō, siendo también descubiertos 12 bombarderos y 15 aviones torpederos pertenecientes a los portaaviones Shōkaku y Zuikaku, derribando 9 de ellos.
En la mañana del 8 de mayo, un avión de reconocimiento del Lexington localizó al Shōkaku con su escolta, por lo que un grupo de bombarderos fue lanzado, atacando al japonés descubierto, siendo severamente dañado en su cubierta y hangares, produciéndose incendios. 
El enemigo atacó a su vez con sus aviones a los portaaviones estadounidenses a las 11:00 y 20 minutos después, el Lexington comenzó a retirarse al ser alcanzado por dos torpedos. Al mismo tiempo, recibió un ataque de bombarderos en picado, produciendo una escora de 7 grados hacia la amura de babor. 
A las 13:00, las cuadrillas de control de daños con mucha destreza lo repararon para volver a puerto, a una velocidad de 25 nudos, pudiendo así recoger sus escuadrones aéreos que se encontraban en misión. Pero se estaba produciendo una fatal acumulación de vapores inflamables en el interior, por lo que una gran explosión sacudió el buque, causado por el contacto de los vapores de la gasolina con un grupo electrógeno encendido, iniciando un incendio que no pudo ser controlado, quedando envuelto en una densa humareda y escorando. A las 15:58, el Comandante, capitán Frederick Carl Sherman, temiendo por la seguridad de sus hombres, mandó que subiesen todos a cubierta y a las 17:01 ordenó que abandonaran la nave, operación efectuada con tal orden y disciplina que hasta la mascota de a bordo (un perro) fue puesta a salvo. Los tripulantes fueron recogidos casi de inmediato por los cruceros y destructores de escolta. El almirante Aubrey Wray Fitch y su personal fueron transferidos al Minneapolis. El capitán Sherman y su Segundo Comandante, el capitán Morton T. Seligman, se aseguraron de que todos sus hombres estuviesen a salvo, siendo ambos los últimos en abandonar la nave.
El Lexington se hundió en medio de explosiones y una gran humareda a las 19:56, en las coordenadas: 15°20′S 155°30′E / -15.333, 155.500.
El USS Yorktown (CV-5) fue también dañado por una bomba de 360 kg que impactó en uno de sus costados, tras lo cual se alejó hacia Pearl Harbor. El enemigo no consiguió contactar nuevamente con él, por lo que lo consideró hundido. Este error fue fatal para la flota japonesa al celebrarse poco después la batalla de Midway.
La batalla del Mar de Coral fue la primera batalla marítima de la historia en la que las naves que se enfrentaban no llegaron a verse, al ser realizados los combate exclusivamente por los bombarderos y torpederos de sus portaaviones.

## Honores
El Lexington recibió dos estrellas de combate por sus servicios durante su participación en la Segunda Guerra Mundial.
En junio de 1942, cinco días después de que la Armada hiciera público el hundimiento, los trabajadores del astillero Quincy shipyard donde había sido construido el buque veintiún años antes, telegrafiaron al secretario de la Armada Frank Knox para proponerle cambiar el nombre del nuevo portaaviones en construcción por Lexington (desde Cabot). Knox aceptó la propuesta, y el 23 de septiembre de 1942, fue botado el quinto USS Lexington.

## Restos
El 4 de marzo de 2018, la expedición financiada por el millonario y cofundador de Microsoft Paul Allen halló el pecio a unos 800 kilómetros del litoral oriental australiano y a unos 3000 metros de profundidad. El descubrimiento de los restos se hizo a casi setenta y seis años del hundimiento del navío. Las imágenes muestran al USS Lexington dividido en tres secciones, en excelente estado de conservación. Asimismo se han localizado once de los treinta y cinco aviones que portaba en el momento del hundimiento, con la insignia de la estrella de cinco puntas de las fuerzas armadas estadounidenses aún pintada en las alas y el fuselaje de los aviones.

### Pies de página
1. 1 2  Macintyre, Donald, CAPT RN (septiembre de 1967). Shipborne Radar. United States Naval Institute Proceedings.
2. ↑  Stern, 1993, pp. 98, 103.
3. ↑  Dictionary of American naval fighting ships, Volume 1; Volume 1959. Government Printing Office. 1970. p. 105.
4. ↑  «Workers Name New Lexington». Waterloo Daily Courier (United Press). 17 de junio de 1942.
5. ↑  Agencias (2018) «Hallado el ‘USS Lexington’, hundido en la II Guerra Mundial». El País. Cultura. (Consultado el 6 de marzo de 2018)